# Красная (приток Лавы)
Красная (устар. Шпройэ-грабен) — река в Калининградской области России, протекает по Правдинскому району. Длина реки — 13 км, площадь водосборного бассейна — 26,4 км². Впадает в Лаву в 19 километрах от её устья.

## География и гидрология
Река Красная является левобережный приток реки Лавы, её устье расположено напротив села Федотово.
Через Красную переброшены 3 каменных и один деревянный мост. В низовьях течениях ширина русла 6, а глубина около 2 метров. На реке стоит село Павенково.

## Данные водного реестра
По данным государственного водного реестра России относится к Балтийскому бассейновому округу, речной бассейн реки Неман и рекам бассейна Балтийского моря (российская часть в Калининградской области), водохозяйственный участок реки — Преголя.
Код объекта в государственном водном реестре — 01010000212104300010459.